# Henry Lee
Henry Chang-Yu Lee (李昌鈺S, Lǐ ChāngyùP; Rugao, 22 novembre 1938) è un criminologo e investigatore statunitense di origine cinese, uno dei più noti scienziati forensi del mondo.

## Biografia
Undicesimo di tredici figli, Lee fuggì a Formosa alla fine della Guerra civile cinese nel 1940. Suo padre, che partì da solo, morì annegato dopo che la nave sulla quale si trovava fu colpita nei pressi di Taiping il 27 gennaio 1949. Nel 1960, quindi, Lee entrò nella Accademia di polizia laureandosi in Scienze Politiche. Dopo di che, fu assunto al Dipartimento di Polizia di Taipei dove raggiunse il grado di capitano a soli venticinque anni, il più giovane nella storia dell'isola. Nel 1965, comunque, decise di emigrare negli Stati Uniti dove nel 1972 si laureò in Scienze forensi al John Jay College of Criminal justice in New York. Nel medesimo stato concluse il dottorato in Filosofia nel 1975.
Lee è attualmente presidente emerito per i servizi scientifici dello stato del Connecticut e un docente di scienza forense alla University of New Haven, dove ha contribuito a fondare il Henry C. Lee Forensic Institute. In precedenza, aveva svolto le funzioni di commissario di sicurezza pubblica e direttore del laboratorio di scienze forensi del Connecticut dal 1979 al 2000.
È stato ospite di molte trasmissioni televisive in qualità di esperto oltre a condurre un proprio programma, Trace Evidence: The Case Files of Dr. Henry Lee.

## Opere
Tra i tanti casi seguiti, ha lavorato all'omicidio di JonBenét Ramsey, di Helle Crafts, di O.J. Simpson e Laci Peterson, alle indagini per il 9/11, al cecchino della Casa Bianca e al caso di John F. Kennedy.
Mentre seguiva il caso O. J. Simpson, il console Kenneth Starr lo invitò ad unirsi alle indagini per la scomparsa del consigliere presidenziale Vincent Foster, suicidatosi a Fort Marcy Park il 20 July 1993.
Sulla morte del giornalista forense Danny Casolaro avvenuta nel 1991, Lee inizialmente disse che si trattava di suicidio, tesi che in seguito ritrattò a causa della scoperta di nuove prove.
Lee fu consultato anche durante il processo di Michael Peterson, un autore di gialli e statista della Carolina del Nord che, nel 2003, fu accusato dell'omicidio di sua moglie, Kathleen Peterson.
Il 23 maggio 2007 il giudice della Contea di Los Angeles Larry Paul Fidler accusò Henry Lee di aver distrutto una parte di prove dalla scena del crimine dopo l'omicidio di Lana Clarkson.
Nel 2008 Lee fu chiamato per effettuare delle indagini sulla scomparsa di Caylee Anthony..